# 巴西勒·约瑟夫·帕朗
巴西勒·约瑟夫·帕朗（Basile Joseph Parent，1807年12月7日—1866年6月2日）是比利时工程师、实业家和银行家，是比利时及法国铁路发展的先驱之一。他与工程师皮埃尔·沙肯（Pierre Schaken）共同创立了著名的铁路公司——帕朗与沙肯公司（Parent et Schaken），该公司后来发展为菲夫-里尔企业（Fives-Lille），同时他也是法国工业与商业信贷银行（Crédit Industriel et Commercial，CIC）及法国兴业银行的创始人之一。

## 生平
巴西勒·帕朗于1807年12月7日出生于比利时库耶（Couillet），父母为让-西奥多·帕朗（Jean Théodore Parent）和凯瑟琳·阿拉尔（Catherine Allard）。他出身贫寒，并在幼年时失去父母。1838年6月20日，他在梅赫伦与玛丽·让娜·康斯根（Marie Jeanne Consgen）结婚。妻子去世后，他于1846年8月3日在巴黎再婚，迎娶娜塔莉·布兰（Nathalie Blin）。
由于家境贫困，他年少时便需工作谋生。18岁时，他进入一所寄宿学校，以补充知识。他是一名比利时爱国者，曾参与1830年比利时革命，反抗荷兰统治，并加入比利时军队，在工兵部队服役。他在那里掌握了测量、挖掘、填筑等技术，尤其是在安特卫普围城战期间积累了丰富的经验。
回归平民生活后，他参与了比利时（也是欧洲大陆）第一条铁路——布鲁塞尔至梅赫伦铁路（1835年）的建设。随后，他致力于铁路网建设，特别是在法国（如巴黎-斯特拉斯堡铁路）、意大利和西班牙。他与昔日战友皮埃尔·沙肯合作，成立了帕朗与沙肯公司（Parent and Schacken），该公司最终发展成为菲夫-里尔企业。1854年，他与沙肯获得法国大中央铁路公司（Compagnie du chemin de fer du Grand Central）为期六年的首份合同。
1861年，他与合伙人在法国创建菲夫机械制造厂（Fives），专门从事铁路及机车生产。工厂位于菲夫（靠近里尔，Fives-Lille），主要生产铁路钢轨和蒸汽機車，同时在日沃尔设立工厂，专注于车轮及车轴制造。同年，菲夫-里尔公司与卡伊公司（Cail）建立合资企业，命名为“卡伊-帕朗-沙肯-乌埃尔-卡耶合伙公司”（Participation Cail, Parent, Schaken, Houel, Caillet, à Paris et Fives-Lille）。与让-弗朗索瓦·卡伊（Jean-François Cail）的合作促成了多个项目，包括机车、桥梁、铁路站台和金属结构的建设，企业名称变更为“帕朗-沙肯-卡伊公司”（Parent-Schaken-Cail et Compagnie）。1865年，公司进一步发展，成为菲夫-里尔公司（Compagnie de Fives-Lille）。帕朗被公认为当时最重要的企业家之一，并担任巴黎-里昂-地中海铁路的董事。
通过铁路建设积累大量财富后，帕朗将业务扩展至法国银行业。他是法国工业与商业信贷银行（Banque CIC）的创始成员和董事之一，也是该银行的第三大股东（持股超过5%）。1859年5月24日，他出席了CIC的首次董事会议，由侯爵加斯顿·多迪弗雷（Gaston d'Audiffret）担任主席，董事会成员包括：爱德华·利希特林（Edouard Lichtelin，副主席）、阿尔芒·多农（Armand Donon，执行委员会）、费迪南·巴罗（Ferdinand Barrot，执行委员会）、加布里埃尔·德哈宁（Gabriel Dehaynin，执行委员会）、约瑟夫·德·拉·布耶里（Joseph de La Bouillerie，执行委员会）等人。1864年4月6日，帕朗成为法国兴业银行（Société Générale）的15位创始人之一，并担任董事会成员。
因其社会地位，他经常受邀前往杜伊勒里宫，受到拿破仑三世和歐仁妮皇后的接见。
他热衷于在库贝尔城堡（Coubert，塞纳-马恩省）接待宾客，同时也回到故乡库耶（Couillet），在那里建立了一家啤酒厂（位于现今的市政公园），农场、帕朗城堡（Château de Parentville）（后被索尔维工厂（Solvay）及布魯塞爾自由大學（ULB）使用），以及圣巴西勒教堂（Église Saint-Basile）（1868年9月8日落成，但因建筑风险于2000年关闭）。
1866年6月2日，帕朗在巴黎旺多姆广场12号的圣詹姆斯·博达尔酒店（Hôtel Baudard de Saint-James）去世。他的子女——奥古斯特·帕朗（Auguste Parent）、约瑟芬·勒贝夫·德·蒙杰蒙（Joséphine Lebeuf de Montgermont）和马蒂尔德·德·罗瓦侯爵夫人（Mathilde, Marquise des Roys）继续推进圣巴西勒教堂的建设。
他的家人热衷于支持库耶的发展，并资助创立了合唱团“进步之友”（Les Amis du Progrès），该合唱团的百年庆典于1968年举行，比利时未来王后保拉王后出席活动。

## 菲夫-里尔公司的进一步发展
1868年，菲夫-里尔公司（Compagnie Fives-Lille）在日沃尔工厂扩大了生产能力，开始制造金属结构和铁桥。同年，该公司改制为股份有限公司（Compagnie de Fives-Lille pour constructions mécaniques et entreprises）。帕朗的女婿阿德里安·勒贝夫·德·蒙杰蒙（Adrien Lebeuf de Montgermont）及其外孙乔治·勒贝夫·德·蒙杰蒙（Georges Lebeuf de Montgermont）担任公司管理者。
1901年11月，菲夫-里尔公司的新工厂具备了年产80台机车的能力，并为西伯利亞鐵路制造机车，同时生产战列舰甘必大号（Gambetta）和儒勒·费里号（Jules-Ferry）的重型火炮。
1914年，第一次世界大战爆发，菲夫-里尔公司的里尔工厂被军工产业占用，约1000名工人在德军占领里尔前转移至日沃尔工厂继续生产。
1918年底，工厂进一步扩张，日沃尔工厂的员工数量超过8000人。
“菲夫-里尔公司创立于1861年，其声誉来源于庞大的生产设施（超过15公顷的车间、12台蒸汽锤、95座锻炉、500台机床）、数千名工人及其生产规模。1861年至1905年间，该公司制造了超过2,000座铁路桥梁、上百座公路桥梁（其中一些为标志性建筑）、多座火车站（包括著名的奥赛车站）、超过2,000台机车。菲夫-里尔公司将其产品出口至西班牙、埃及（尼罗河上的两座桥梁）、罗马尼亚、中国、巴西、阿根廷等国家。”——菲利普·马尚（Philippe Marchand），2003年。
如今，该公司已发展为一家工程技术集团，名为菲夫集团（Fives）。

## 致敬和表彰
库耶镇将一处广场命名为“巴西勒·帕朗广场”（Place Basile Parent）以纪念他。他被授予比利时利奥波德勋章（Officier de l'ordre de Léopold）和法国荣誉军团勋章（Chevalier de la Légion d'honneur）。